# تین تزو
تین تزو (انگلیسی: Tien Tzuo؛ زادهٔ ۱۹۶۸) نویسنده و کارآفرین اهل تایوان است، که در سال ۲۰۰۷ شرکت زوورا را تأسیس کرد.